# Space Mountain (Hong Kong Disneyland)
Space Mountain de Hong Kong Disneyland es la cuarta versión de la clásica montaña rusa interior ubicada en los Walt Disney Parks and Resorts. Es la versión de Space Mountain más reciente hasta el momento, (sin contar las recientes restauraciones a las de Tokyo Disneyland, Disneyland Paris y Magic Kingdom) y se basa en la versión de Disneyland, con una banda de sonido similar y la misma disposición de recintos. También posee algunos pasajes originales de esta versión y no mostrados en la de California (es decir el "hyperspeed" túnel). 
Diferente a sus gemelas de otros parques, el área de ascenso es extremadamente pequeña. Pero aun así representa un puerto interplanetario similar al encontrado en Disneyland y Tokyo Disneyland. En el lugar para hacer la fila, se pueden observar distintos planetas colorido y brillantes y un cielo estrellado. Alrededor de la estación se pueden observar tubos de luz de neon que sirven para adornar e iluminar.
Es la única versión de Space Mountain que ofrece un sistema de Single-Rider a un lado de la línea de espera. También difiere de otras versiones ya que esta es la primera que posee una atracción además de la principal dentro de la estructura. Esta es Stitch Encounter.

## Space Mountain - Ghost Galaxy
Como parte de los festejos de Haunted Halloween, Space Mountain sería una atracción que formaría parte de esos, similar a lo que se realizará con algunas atracciones en Disneyland. La refacción incluiría los mismos efectos que la Disneyland's Rockin' Space Mountain nada más que con el tema Halloween. Una nueva banda sonora será utilizada también para las refacciones.

## Datos de la atracción
- Apertura: 12 de septiembre de 2005 (abierto con Hong Kong Disneyland)
- Diseñadores: Walt Disney Imagineering, Vekoma 
  - Vehículos: 12
- Tema vehicular: Cohete
- Coche por tren: 2
- Asientos: 3 filas de 2 personas sentadas lado a lado.
- Capacidad: 6 Personas por coche/12 por tren
- Diámetro del edificio: 200 pies (61 m)
- Altura máxima de rieles: 75 pies (22.7 m)
- La caída más alta: 17 pies (5.15 m)
- Altura del edificio: 118 pies (36 m)
- Longitud de la pista: 3.450 pies (1052 m)
- Volumen: 1.8 millones de pies cúbicos (m³ 51.000)
- Velocidad máxima: 32 millas por hora (52 km/h)
- Requisito de altura: 40 pulgadas (1.02m)
- Duración del paseo: 2:45
- Boleto requerido: "E"
- Música: Space Mountain, compuesta por Michael Giacchino (2005-presente) 
  - Space Mountain - Ghost Galaxy Music: Desconocido (Desde el 25 de septiembre-Al 31 de octubre de 2007)
- Sistema: Montaña rusa

- Datos: Q11704022